# The Human Atom Bombs
The Human Atom Bombs är Randys fjärde studioalbum, utgivet 2001.

## Låtlista[1]
1. "Chicken Shack"
2. "Addicts of Communication"
3. "Punk Rock City"
4. "Keep Us Out of Money"
5. "Karl Marx and History"
6. "Summer of Bros"
7. "I Don't Need Love-Jonny Svenson"
8. "If We Unite"
9. "Proletarian Hop"
10. "Shape Up"
11. "Rockin' Pneumonia and the Punk Rock Flu"
12. "Freedom Song"
13. "Whose Side Are You On?"
14. "Win or Lose"
15. "The Human Atom Bombs"
16. "I Believe in the Company"
17. "The Heebie Jeebies (Dial 911)"